# Before the Frost...Until the Freeze
| Recensione | Giudizio |
| ---------- | -------- |
| AllMusic   |          |

Before the Frost...Until the Freeze è l'ottavo album in studio del gruppo musicale statunitense The Black Crowes, pubblicato nel 2009.
Esso include un primo disco stampato (Before the Frost) ed un secondo (Until the Freeze) scaricabile dal sito della band grazie ad coupon allegato.

## Tracce
Testi e musiche di Chris Robinson e Rich Robinson, eccetto dove indicato.
Before the Frost... [CD]
1. Good Morning Captain – 3:24
2. Been a Long Time (Waiting on Love) – 7:47
3. Appaloosa – 3:35
4. A Train Still Makes a Lonely Sound – 4:23
5. I Ain't Hiding – 5:57 (C. Robinson)
6. Kept My Soul – 5:23
7. What Is Home? – 5:13 (R. Robinson)
8. Houston Don't Dream About Me – 5:05
9. Make Glad – 4:18
10. And the Band Played On... – 4:12
11. The Last Place That Love Lives – 4:57 (C. Robinson)

...Until the Freeze [download]
1. Aimless Peacock – 6:40
2. The Shady Grove – 4:42
3. The Garden Gate – 4:21
4. Greenhorn – 7:12
5. Shine Along – 4:47
6. Roll Old Jeremiah – 4:40 (C. Robinson)
7. Lady of Avenue A – 5:20
8. So Many Times – 4:53 (Chris Hillman, Stephen Stills)
9. Fork in the River – 4:11 (C. Robinson)

## Formazione
Gruppo
- Chris Robinson – voce, chitarra, armonica a bocca
- Rich Robinson – chitarra, sitar
- Luther Dickinson – chitarra, mandolino
- Sven Pipien – basso
- Steve Gorman – batteria
- Adam MacDougall – tastiere

Altri musicisti
- Larry Campbell – banjo, fiddle, pedal steel guitar
- Joe Magistro – percussioni